# اچ‌ام‌اس ویراگو (۱۸۴۲)
اچ‌ام‌اس ویراگو (۱۸۴۲) (به انگلیسی: HMS Virago (1842)) یک کشتی بود که طول آن ۱۸۰ فوت (۵۵ متر) بود. این کشتی در سال ۱۸۴۲ ساخته شد.